# Louis-François de Harchies de Vlamertinghe
Louis François Gabriël Joseph Mouton de Harchies de Vlamertinghe (Sint-Omaars, 25 augustus 1760 - Brugge, 8 september 1822) behoorde tot een adellijke familie uit Frans-Vlaanderen.

## Geschiedenis
Willem de Harchies was de eerste die onder die naam vermeld werd in 1283. Gedurende verschillende eeuwen waren zijn afstammelingen actief als krijgslieden en als notabelen in het Doornikse en Ieperse.
De eerste die prominent naar voor kwam was Jean I de Harchies († 1355) die tot in 1338 kastelein van Aat was en nadien bij herhaling baljuw van Henegouwen werd. In 1340 werd hij tot ridder geslagen.
In de vijftiende eeuw verbonden de leden van de familie de Harchies hun lot aan dat van de hertogen van Bourgondië. Gilles de Harchies, provoost van Bergen, en zijn broer Jacques de Harchies 
waren aanwezig in 1467 bij de eedaflegging van Karel de Stoute als graaf van Henegouwen. Gilles vocht mee in de oorlogen die Karel voerde en overleed in 1475 als gouverneur van Beaumont. Zijn zoon Gerard de Harchies werd net voor de slag bij Brustem in 1467 tot ridder geslagen. In 1475 volgde hij zijn vader op als heer van Bellignies. Hij trouwde tweemaal en had een zoon, Jean de Harchies, die alleen dochters had in het wettige bed, maar zoons bij zijn bijzit Jeanne de Saint-Aubin. De oudste was Hercules, die de lijn de Harchies verderzette.
Hercules de Harchies diende als officier in de legers van keizer Karel V en werd er tot ridder geslagen. Hij werd door de keizer gelegitimeerd en trouwde met Barbara van de Walle. Na zijn militaire activiteiten werd hij provoost van Gommegnies en stierf rond 1558. Het echtpaar had vijf kinderen die actief waren als officieren en op hun beurt zonen hadden die als krijgsman dienst namen.
Hun zoon Charles de Harchies was officier in de compagnie van Emmanuel de Lalaing, markies de Renty. Zijn zoon, Severin de Harchies, heer van Beaucamp en van Lauwe, was officier in een compagnie behorende aan de heer van Zwevegem. In 1630 werd hij door koning Filips IV van Spanje tot ridder geslagen. In 1641 viel aan Jean de Harchies, een andere zoon van Hercules, dezelfde eer te beurt.
In 1766 verleende koning Lodewijk XV een erfelijke riddertitel aan de gebroeders Jean-Charles en Gérard de Harchies. Beiden waren ze officier in Franse regimenten. Vier jaar later verleende dezelfde koning de titel markies aan Jean-Charles voornoemd, die hierdoor markies van Vlamertinge werd. Hij werd ook lid van de Tweede stand van Artesië, en in 1789 was hij afgevaardigde in de Franse Staten-Generaal voor het baljuwschap van Sint-Omaars. Hij trouwde in Sint-Omaars met Marguerite de Moucheron (1729-1753) en vervolgens in Amiens met Jeanne-Charlotte le Cerf (1733-1820), vrouwe van Wintershove.

## Louis-François de Harchies
Louis-François de Harchies was een zoon uit het tweede huwelijk. Hij werd onder het Franse keizerrijk, als kamerheer van Napoleon I, verheven tot comte d'empire. In 1816, ten tijde van het Verenigd Koninkrijk der Nederlanden, werd hij erkend in de erfelijke adel met de titel markies en met opname in de Ridderschap van de provincie West-Vlaanderen. Koning Willem I der Nederlanden benoemde hem tot lid van de Eerste Kamer der Staten-Generaal.
Hij trouwde met barones Hélène de Plettenberg († 1807). Ze kregen een zoon, die als kind overleed, en een dochter, die trouwde en als laatste naamdrager overleed in 1858. De laatste mannelijke naamdrager was derhalve haar vader Louis-François en bij zijn dood in zijn hotel in de Elverdingestraat in Ieper, doofde de familie uit.